# Xestospongia
Xestospongia är ett släkte av svampdjur. Xestospongia ingår i familjen Petrosiidae.

## Dottertaxa tillXestospongia, i alfabetisk ordning[1]
- Xestospongia arenosa
- Xestospongia bergquistia
- Xestospongia bocatorensis
- Xestospongia caminata
- Xestospongia clavata
- Xestospongia coralloides
- Xestospongia delaubenfelsi
- Xestospongia deweerdtae
- Xestospongia diprosopia
- Xestospongia dubia
- Xestospongia edapha
- Xestospongia emphasis
- Xestospongia friabilis
- Xestospongia grayi
- Xestospongia hispida
- Xestospongia informis
- Xestospongia madidus
- Xestospongia mammillata
- Xestospongia menzeli
- Xestospongia muta
- Xestospongia novaezealandiae
- Xestospongia papuensis
- Xestospongia plana
- Xestospongia portoricensis
- Xestospongia proxima
- Xestospongia rampa
- Xestospongia ridleyi
- Xestospongia rosariensis
- Xestospongia testudinaria
- Xestospongia tuberosa
- Xestospongia vansoesti
- Xestospongia variabilis
- Xestospongia wiedenmayeri
- Xestospongia viridenigra